# Angeline Greensill
 (janvier 2025).
Le contenu est difficilement compréhensible vu les erreurs de traduction, qui sont peut-être dues à l'utilisation d'un logiciel de traduction automatique.
Angeline Ngahina Greensill (née en 1948) est une militante Māori néo-zélandaise pour les droits politiques, universitaire et leader.

## Biographie
Greensill est d'origine Tainui, Ngāti Porou, et descendante de Ngāti Paniora , elle est née à la fin des années 1940 à Hamilton et a grandi à  Raglan, sur le turangawaewae de Tainui ki Whaingaroa[réf. nécessaire]. Elle a suivi sa scolarité à l'école primaire de Raglan, au lycée de district de Raglan, au collège technique de Hamilton, au collège d'enseignants de hamilton ainsi qu'à l'université de  Waikato. Elle détient un certificat d'enseignante qualifiée, une licence en droit (LLB), un baccalauréat en sciences sociales avec mention très bien (première classe) et obtient une maîtrise en sciences sociales en 2010, avec un thèse portant sur le  Resource Management Act ( Loi sur la gestion des ressources), supervisé par Robyn Longhurst.
Le premier emploi d'Angeline Greensill fut enseignante dans des écoles primaires, tant en Nouvelle-Zélande qu'à Brisbane. Entre 1984 et 1996, tout en élevant sa famille, elle travaille pour son hapū en tant que coordonnatrice des programmes d'emploi, de formation professionnelle et de conservation pour les jeunes dans la région du bassin de Raglan. Après l'obtention de son diplôme de droit, elle est embauchée par l'Université de Waikato en 1999 pour enseigner au département de géographie, tourisme et planification environnementale, avec une spécialisation dans les traités, la géographie māori et la gestion des ressources.

## Engagement pour l'environnement
En tant que militante pour la protection de l'environnement  et des droits fonciers de whānau et hapu de la côte ouest dans la région de Whaingaroa depuis le milieu des années 1970, les efforts juridiques de Greensill ont été essentiels pour empecher les essais sur le terrain de transgènes humain-bovin menés par AgResearch Ltd, et a également contribué à sensibiliser les communautés maories aux implications du génie génétique. En raison de son expertise [réf. nécessaire] dans ce domaine, elle a été interviewée dans le documentaire The Leech and the  Earthworm de Max Pugh et Marc Silver.

## Droits fonciers
Greensill joue un rôle clé dans l'organisation de l'occupation des terres du terrain de golf de Raglan (voir mouvement de protestation māori), qui met en lumière les problèmes liés aux droits fonciers maoris en Nouvelle-Zélande. Greensill était aux côtés de sa mère, Eva Rickard, lorsque cette dernière a été arretée pour intrusion illégale. Grâce à des efforts juridiques prolongés, la terre a été restitituée à la tribu locale. Greensill a également participé à d'autres occupations de terres, notamment à Bastion Point, Awhitu, et dans d'autres lieux.

## Parcours politique
Classée troisième sur la liste, elle se présente aux élections de 1999 dans la circonscription de Port Waikato pour le Mana Māori Movement mais sans succès,. Greensill a été l'une des dernières co-leaders du Mana Māori Movement, qu'elle a mis en pause en 2005 pour concentrer les efforts du parti sur la fondation et la promotion du Māori Party. par le passé, Greensill a soutenu le parti politique māori Mana Motuhake. une politique qu'elle a défendu pour  [réf. nécessaire] la reconnaissance légale de la Déclaration d'indépendance de 1835.
Greensill se presente sans succès pour le Māori Party dans les circonscriptions maories de Tainui et Hauraki-Waikato lors des élections générales néo-zélandaises de 2005 et 2008. Cependant en 2011, elle rejoint le Mana Party, un parti dissident, affirmant que le maori party n'écoute plus la population. Elle se présente de nouveau dans la circonscription de Hauraki-Waikato pour son nouveau parti lors des élections de 2011 et 2014.